# Emilián Skramlík
Emilián František rytíř Skramlík (ur. 11 października 1834 w Pradze, zm. 21 maja 1903 tamże) – czeski arystokrata, przedsiębiorca i polityk. Burmistrz Pragi w latach 1876–1882. 

## Życiorys
Urodził się na Starym Mieście, jego ojciec był właścicielem fabryki mebli. Po ukończeniu liceum odbył podróż po krajach europejskich, zakończoną dwuletnim stażem w paryskiej fabryce mebli. Po powrocie do Pragi zajął się prowadzeniem rodzinnego przedsiębiorstwa, która następnie stała się jednym z wiodących producentów mebli. 
Od 1874 zasiadał w radzie miejskiej Pragi. 12 lipca 1876 roku został wybrany burmistrzem miasta. 4 sierpnia 1879 roku został wybrany na kolejną kadencję. W 1880 nadano mu tytuł szlachecki. Podczas jego kadencji wybudowano m.in. Most Palackiego i rozpoczęto budowę Rudolfinum.
Zmarł w 1903 i pochowany został na Cmentarzu Olszańskim w Pradze. Jego synem był malarz Jan Skramlík.